# Ferdinand Georg Frobenius
Ferdinand Georg Frobenius (ur. 26 października 1849 w Berlinie, zm. 3 sierpnia 1917 tamże) – niemiecki matematyk.

## Życiorys
Studia na uniwersytecie w Berlinie, doktorat w 1874.
W latach 1875–1892 profesor politechniki w Zurychu, a od 1892 – uniwersytetu w Berlinie; członek Berlińskiej Akademii Nauk od 1893; główne prace w zakresie teorii grup i ich reprezentacji (prawo wzajemności Frobeniusa, pojęcie charakteru), teorii algebr (wprowadzenie pojęć radykału algebry, algebry ilorazowej, algebry prostej i algebry półprostej), a także teorii liczb (endomorfizm Frobeniusa). Najsłynniejsze z jego twierdzeń dotyczy niemożliwości uogólniania pojęcia liczby ponad pewien poziom. Zob. twierdzenie Frobeniusa.
Obok Karla Weierstrassa jest jednym z twórców algebraicznej teorii macierzy.